# Vince Guaraldi
Vince Guaraldi, född 17 juli 1928 i San Francisco, Kalifornien, död 6 februari 1976 i Menlo Park, Kalifornien, var en amerikansk jazzpianist och kompositör. Guaraldi är allra främst känd för sin pianomusik till de animerade filmerna om Snobben på 1960-talet. Han samarbetade också ofta med jazzpercussionisten Cal Tjader.

## Diskografi, album
- Vince Guaraldi Trio, 1956
- A Flower Is a Lovesome Thing, 1957
- Jazz Impressions of Black Orpheus, 1962
- In Person, 1963
- Vince Guaraldi, Bola Sete and Friends, 1963
- From All Sides, 1964
- A Boy Named Charlie Brown, 1964, soundtrack
- A Charlie Brown Christmas, 1965, soundtrack
- Oh, Good Grief!, 1968
- The Eclectic Vince Guaraldi, 1969
- Alma-Ville, 1969